# Henri Maccheroni
 (octobre 2017).
Si vous disposez d'ouvrages ou d'articles de référence ou si vous connaissez des sites web de qualité traitant du thème abordé ici, merci de compléter l'article en donnant les références utiles à sa vérifiabilité et en les liant à la section « Notes et références ».
Henri Maccheroni, né le 8 juillet 1932 à Nice où il est mort le 25 mai 2016,,, est un peintre, photographe et graveur français.

## Biographie
Dans les années 1960, Henri Maccheroni peint de grandes toiles post-surréalistes. Travaillant par séries (comme Les Mondes inachevés ou Les Nocturnes), il explore les mythes de la peinture occidentale : Éros, Thanatos, la Crucifixion, la Ville et la peinture elle-même comme fondement d’une écriture esthétique.
À partir de 1968, la photographie prend une place importante dans son œuvre. Ici encore, l’approche en « séries » domine (2 000 photographies du sexe d’une femme, des Crânes-Vanités, ou encore de Grandes Suites archéologiques). La photographie se mêle à de nombreux collages et découpages (Manhattan-gris).
Il pratique également la gravure (eau-forte, pointe sèche, manière noire).
Durant les années 1970, il participe à l’avènement de l’art « socio-critique » (L’Armoire aux bocaux, Cadeau pour les partisans de la peine de mort).
En 1982, avec Michel Butor et Michel Vachey, il fonde le Centre national d’art contemporain (Villa Arson) à Nice.
Henri Maccheroni travaille régulièrement avec des écrivains pour des œuvres croisées (Michel Butor, Raymond Jean, Bernard Noël, Pierre Bourgeade, Bernard Vargaftig, Claude Louis-Combet, Jean-François Lyotard, Béatrice Bonhomme). Cent-vingt livres jalonnent son parcours de peintre, photographe et graveur, qui témoignent de ses nombreuses collaborations.
Il a aussi collaboré à plusieurs revues, notamment Artitudes internationales, Opus international, Silec, Obliques.

## Expositions personnelles
- 1963 : « Mondes inachevés », à Rome et galerie Matarasso, Nice
- 1969 : Maison de la culture de Firminy-Vert
- 1973 : « Action pro-verbale », galerie Les Mains libres de Jean Petithory
- 1975 : « Archéologies », musée d'art moderne de Céret
- 1977 : « Archéologie du Signe », galerie Candela, Cannes et galerie d'art contemporain des musées de Nice
- 1986 : Institut français de Florence
- 1987 : Musée égyptien de Turin
- 1988 : Centre culturel français du Caire
- 1991 : Galerie Alessandro Vivas Paris et Fondation Saint John Perse, Aix-en-Provence
- 1992 : Galerie Engel, Tel-Aviv
- 1993 : « Égypte », série des « 2 000 photos du sexe d'une femme », Galerie Mirage, Tokyo - Japon
- 1994 : Couvent dominicain de Sainte-Marie de La Tourette, L'Arbresle, à l'occasion de la sortie du livre de bibliophilie Christs (Liliane Mantoux-Gignac éditeur)
- 1995 : « Photos-Symétries », texte original de Bernard Noël : Tribades et Symétries, Galerie Mantoux-Gignac, Paris ; Archéologies Galerie Alessandro Vivas, Paris et « 100 photos », série des « 2 000 photos du sexe d'une femme », l'Enseigne des Oudin, Paris
- 2010 : En continuité, Henri Maccheroni à Terra Amata, texte original de Michel Butor, musée de paléontologie humaine de Terra Amata, Nice

## Publications
(Liste non exhaustive)
- 1972 : A, Noir Corset Velu (Editions Jean Petithory) texte de Pierre Bourgeade[4]
- 1978 : Cent photographies choisies dans la série 2000 photographies du sexe d'une femme (Images Obliques-Borderie) préface de Michel Camus
- 1978 : El’Pubis (éditions Traversière) Texte d’André Drean avec 12 planches de photos-contact et une postface manuscrite de Bernard Noël
- 2000 : Tombes titubantes (Ides et Calendes, photogalerie 7) avec poèmes de Michel Butor
- 2000 : Obliques 2000, 2000 photographies du sexe d’une femme (numéro spécial, Roger Borderie)[5] textes de Martine Arnault-Tran, Dominique Baque, Jean-Luc Bayard, Béatrice Bonhomme, Roger Borderie, Pierre Bourgeade, Michel Butor, Michel Camus, Catherine Cazalé, Laurent Chevalier, Arthur C. Danto, Jean-Pierre Faye, Jean-Marie Gleize, Raymond Jean, Gilbert Lascault, Claude Louis-Combet, Jean-François Lyotard, Pierre Molinier, Raphaël Monticelli, Bernard Noël, François Pluchart, Pierre Restany, Denis Roche, Maurice Roche, Krystyna Rodowska, Jean Streff, Bernard Vargaftig.
- 2007 : La Sorte (Pleine Page, collection L’un dans l’autre) avec texte de Jean-Pierre Faye
- 2009 : La Quadrature du sexe (Voix d’encre), texte de Pierre Jourde

## Expositions de groupe
- 2000 : « Je Suis » (cathédrale de Strasbourg), exposition[6] sur les visages du Christ dans l’Évangile de Jean ; catalogue avec textes de Joseph Doré, archevêque, Michèle Morgen, professeur de théologie, Alexandre Zahnbrecher, commissaire